# ヴク・イェレミッチ
ヴク・イェレミッチ（セルビア語: Вук Јеремић、セルビア語発音: [ʋûːk jěremitɕ]、1975年7月3日 - ）は、セルビアの政治家。2007年から2012年まで同国の外相を、2012年9月から2013年9月まで、第67回国連総会の議長を務めた。

## 生い立ち

### 家族
ベオグラードに生まれる。ヴクという名前はオオカミを意味し、邪悪な魂を退け、子どもを悪霊から守るという厄除けの願いがこめられている。父のミハイロはベオグラード出身のセルビア人、母のセナ・イェレミッチ（旧姓ブリュバシッチ）はボスニア北西部のツァジン出身のボシュニャク人である。ミハイロは1980年代、国営石油会社ユーゴペトロールのCEOを務めていた。
父方の祖父のボゴリューブは、王立ユーゴスラビア陸軍の将校であった。第二次世界大戦さなかの1941年4月には、枢軸国によるユーゴスラビア侵攻でドイツ国防軍にとらえられ、投獄された。当初はマウトハウゼン強制収容所に収容され、のちダッハウ強制収容所に移送された。その後、ユーゴスラビアまで徒歩で帰還したが、同国のユーゴスラビア共産主義者同盟に反体制派として逮捕された。ゴリ・オトク刑務収容所に収容され、5年間を過ごした。
母方を通して、イェレミッチは戦後ユーゴスラビアで最も影響力のあるボシュニャク人の政治的名家と広く考えられている有名なポズデラツ家の血を引いている。母方の曽祖父のヌリヤ・ポズデラツは、大恐慌時代のユーゴスラビアにおいて有名なボシュニャク人政治家であった。忠実な反ファシストで、1940年代初頭にヨシップ・ブロズ・チトーのパルチザンに加わったが、1943年に交戦中に殺害された。死後、ヌリヤと妻のデヴレタはホロコーストにおいてユダヤ人を救ったことで、ヤド・ヴァシェムによって諸国民の中の正義の人と宣言された。2012年11月にベオグラードで開催された式典で、イェレミッチはメダルと証明書を授与されている。ホロコーストの生存者によると、夫妻はヤセノヴァツ強制収容所に向かう列車（クロアチアのファシスト政党であるウスタシャによって運行されていた）を脱走したユダヤ人をかくまった。ポズデラツのおいのハムジャとハキヤも、1980年代のユーゴスラビア政治の大物であった。

### 学歴
イェレミッチはベオグラードで初等教育を修了した後、第1ベオグラード・ギムナジウムに進んだ。そこでイェレミッチは、親西欧派の心理学教授でのちにセルビアの大統領となるボリス・タディッチと出会った。若いイェレミッチはタディッチを自らの模範、また師とするようになった。イェレミッチの家族は、次第に権威主義的な色彩を強めるスロボダン・ミロシェヴィッチ政権によってブラックリストに載せられ、国外に亡命することを余儀なくされた。一家はイギリスに落ち着き、イェレミッチはロンドンで高等教育を終えた。
イェレミッチはケンブリッジ大学（クイーンズ・カレッジ）に進学し、1998年に理論物理学の学士号を取得した。この間、ユーゴスラビアではセルビアの国際社会における評価をおとしめたユーゴスラビア戦争が進行していた。イェレミッチはケンブリッジ時代に、戦争中の母国が国外でどのような目で見られるかということを考える手がかりを得た。「セルビアの出身ではあるが、子どもを食らうような過激派ではないことを説明するのは大変だった」とイェレミッチは回想している。その後、ロンドン大学（インペリアル・カレッジ）の計量ファイナンス論博士課程に進学し、ドイツ銀行やドレスドナー・クラインヴォルト、アストラゼネカのイギリス法人に勤務した。2001年には、ハーバード大学ケネディ行政大学院でジェフリー・サックスの指導のもと、コッカリス財団南東・中東欧プログラム・フェローとして研究をはじめ、2003年に行政・国際開発論の修士号を得て修了した。

## 経歴

### 形成期

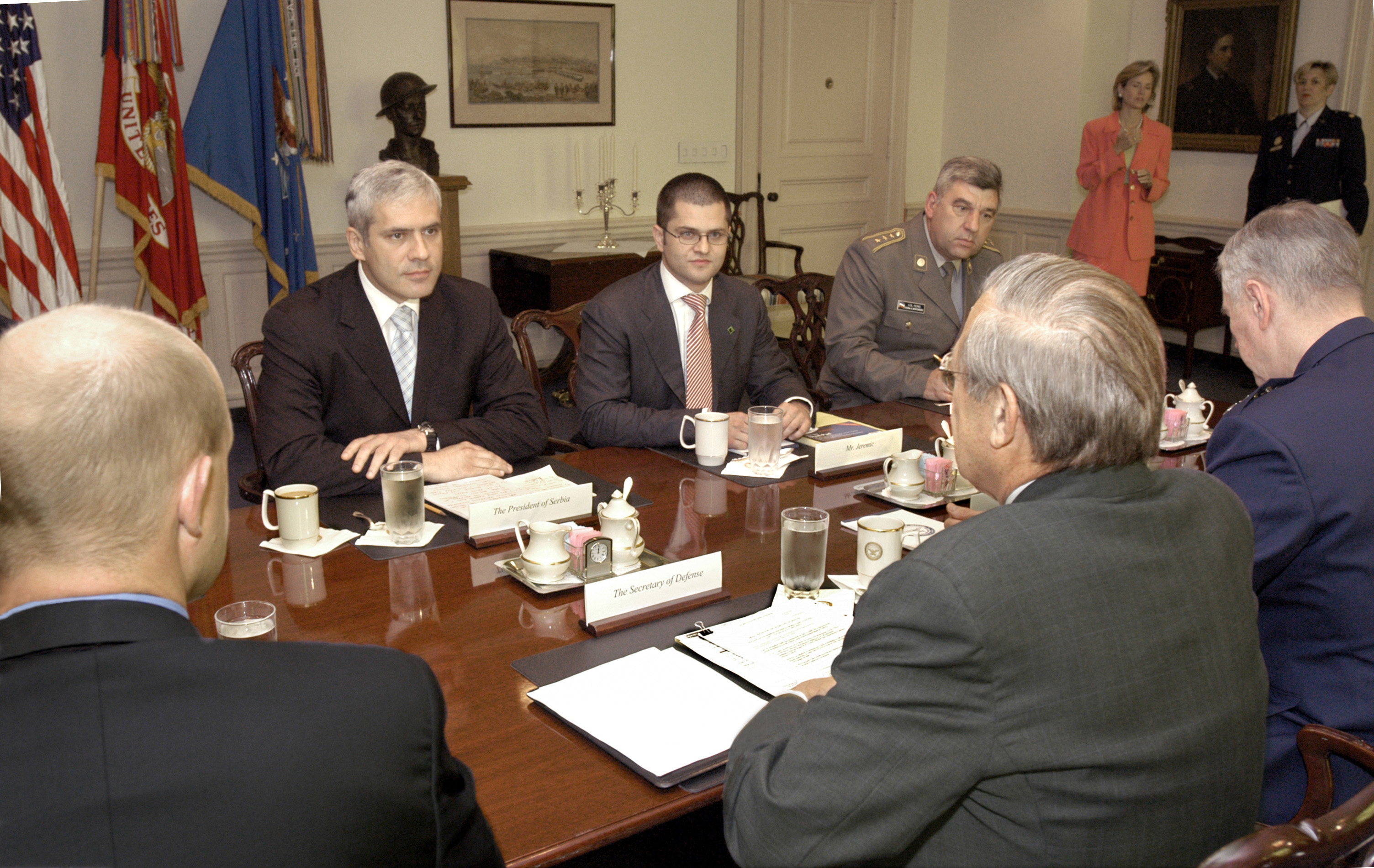
タディッチとともにアメリカのドナルド・ラムズフェルド国防長官と会談するイェレミッチ（2004年7月20日）

1997年7月にイェレミッチは初の国際的なセルビア人学生協会であるセルビア在外学生機構 (OSSA) を共同で創設し、その財務マネージャーとなった。当時のOSSAには数千人の会員がいた。セルビアの市民青年運動で、ミロシェヴィッチ政権に対して非暴力・不服従運動を行ったオトポール!（抵抗!）の熱心な支援者でもあった。1999年春から夏にかけて、北大西洋条約機構 (NATO) がユーゴスラビア空爆を行うと、イェレミッチはミロシェヴィッチ政権の打倒をいっそう固く決意した。「ミロシェヴィッチの奴め・・・」とイェレミッチは回想している。「彼は排除されねばならない、私たちみなを葬ろうとしたからだ。もしあいつが居座っていたら、私たちはみな葬られていただろう」。
2000年10月にミロシェヴィッチが辞任すると、主にオトポール!などのグループの努力によって、イェレミッチは当時ユーゴスラビアの通信相だったタディッチの顧問となった。2002年9月には、セルビア政府がニューヨークで初の国際投資会議を開催するのを支援した。JPモルガンチェースやカナダのブライアン・マルルーニー元首相（「セルビアにおける改革を支援する国際評議会」議長を務めた）も、この投資会議に協賛していた。2003年の初めにユーゴスラビアは解体され、セルビア・モンテネグロという国家連合に移行した。その6月、イェレミッチは国防省に入り、欧州大西洋情勢の特別使節に任命された。2004年2月には民主党の外務委員会委員長に任命され、2006年2月には民主党中央幹部会入りした。2004年7月から、セルビア・モンテネグロが消滅し両国が独立した国家となる2007年5月まで、イェレミッチはタディッチの上級外交政策顧問を務めた。当時のタディッチはセルビアの大統領に就任しており、ニューヨーク・タイムズが「セルビア史上最も親西欧的」と評した政権を率いていた。

### 外相

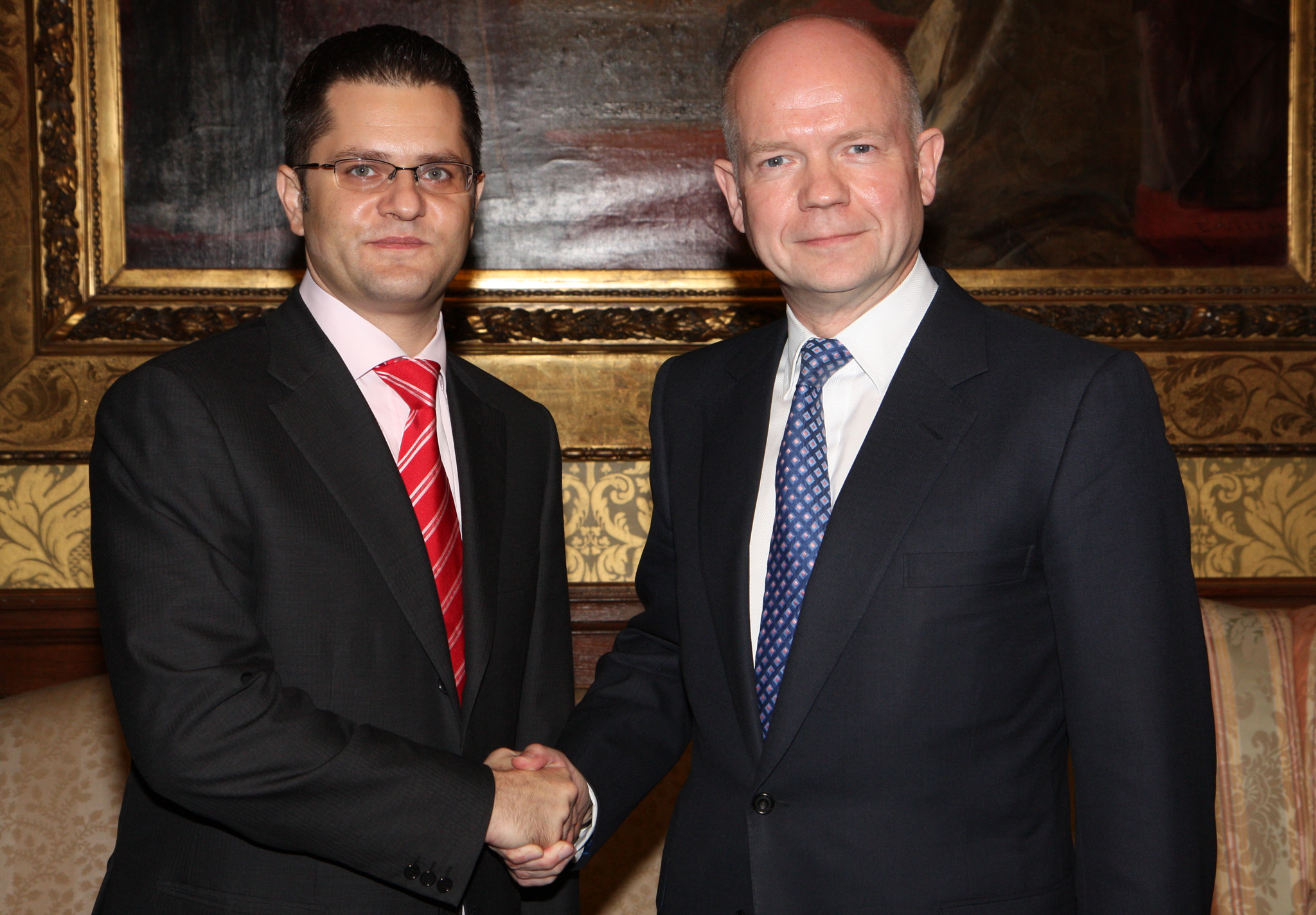
イギリスのウィリアム・ヘイグ外相と（2011年11月）

2007年5月15日、イェレミッチはセルビアの外相に就任した。政治評論家のシャシャ・ドラゴイロは、タディッチ政権における外務省の唯一の任務は、コソボをセルビアの一部として留め置き、かりにコソボが独立を宣言したとしても、ごく一部の国家承認しか取り付けることができない状況を確保することであったと述べている。国内外のセルビア人は当初、32歳のイェレミッチが有能な外相となれるのか懐疑的であった。「あなたが若く、みなあなたのことを初めてみたときには、そのほとんどはただ驚くばかりだろう。これは実際、彼らの心を開かせるという点ではよいことだ。・・・彼らはあなたの発言を聞きたいと思うだろう。あなたは変わり者なのだから」とイェレミッチは述べている。
2008年2月にコソボが一方的に独立を宣言すると、イェレミッチはその自称国家の国際共同体への統合に反対する運動を開始した。5年間の外相在任中、イェレミッチは1000回航空機を利用し、100か国以上を訪問した。イェレミッチは「世界の外相のうち、90%のことはとてもよく知っている」と述べている。2009年の1年間には、700時間（およそ29日間）以上を機内で過ごした。エコノミストは、イェレミッチ外相下のセルビア外交を「極端に強化されている」と表現している。「彼の不屈の旅は、ほとんどの国の外相を─セルビアのような小国の外相はとりわけそうだが─眠たげなのろまのようにみせる」と、同紙のレポーターは述べている。イェレミッチは、セルビアはコソボを取り返すために武力を行使するつもりはないと繰り返し言明し、セルビアはその主権と領土一体性を防衛するため、対話と外交に訴えると強調した。コソボは広範な自治のためのあらゆる権利を有するが、セルビア政府は本格的な独立はけっして認めないとも主張した。イスラエルのラウダー政治・外交・戦略学院前における演説で、イェレミッチは次のように説明した。
私たちは、コソボのアルバニア系コミュニティの支配に利害を持たない。私たちは彼らに税を課そうとも、彼らの地の治安を維持しようとも、司法や教育システムによって彼らをセルビアに再統合しようとも思わない。私たちの通貨がコソボに存在しなくとも、それでかまわない。私たちの軍隊もまた、彼らの地に駐屯していなくともよい。そして彼らは国際的な金融機関と関係を持ち、国際競技連盟に別個の会員資格を有し、海外にある種の代表を送り出しているが、私たちはそうした関係には干渉しない。
2009年、イェレミッチは国際司法裁判所 (ICJ) に対して、コソボの独立宣言に関する拘束力のない勧告的意見を求めた。2010年7月、ICJは独立宣言は合法であったと判示した。イェレミッチはこれに対して、領土紛争を解決する手段としての一方的な分離を自制するよう呼びかける決議を行うよう、国連で求めた。2010年7月末、イェレミッチはこの問題について、国連の潘基文事務総長と会談した。2010年9月、国連総会は紛争を双方の当事者で解決することを求める決議を採択し、イェレミッチはこれを歓迎した。イェレミッチは、この決議が「誠実な対話を通して達成される、セルビア人とアルバニア人の間の包括的和平協定の締結に向けた建設的な雰囲気を醸成する手がかりとなる」ことを望むと述べた。
イェレミッチの外相在任中、セルビアと近隣諸国との関係は劇的に改善した。欧州連合と米国との関係も、コソボをめぐる紛争は存在するものの改善した。2009年12月、EUはセルビアに課していたビザの制限を解除した。イェレミッチは12月19日にハンガリーに入国し、ビザなしでEUに入った初めてのセルビア市民となった。そのとき、イェレミッチのパスポートにスタンプを押したのはハンガリーのペーテル・バラージュ外相であった。イェレミッチの在任中、セルビアは旧ユーゴスラビア国際戦犯法廷 (ICTY) に関する義務も果たした。2008年7月、セルビア当局はボスニアのセルビア人指導者であるラドヴァン・カラジッチを逮捕した。カラジッチはICTYから戦争犯罪、人道に対する罪、ジェノサイドの容疑で起訴され、11年間にわたり潜伏を続けていた。裁判のため、カラジッチの身柄は速やかにICTYに引き渡された。イェレミッチは、カラジッチの逮捕はセルビアがEU加盟国となるために全力で取り組んでいるあらわれであると述べた。この3年後にはカラジッチの参謀総長であったラトコ・ムラディッチと、クロアチアにおけるセルビア人指導者であったゴラン・ハジッチも逮捕された。
2012年3月1日、セルビアはEUから加盟候補国の地位を与えられた。セルビアは2009年にEU加盟を申請していた。2012年5月のセルビア大統領選挙で民主党が政権から転落すると、イェレミッチも外相の職を失い、7月27日に退任した。イェレミッチの外相としての最後の訪問国はロシアで、彼はそこでロシアのセルゲイ・ラブロフ外相と会談した。

### 国連総会議長

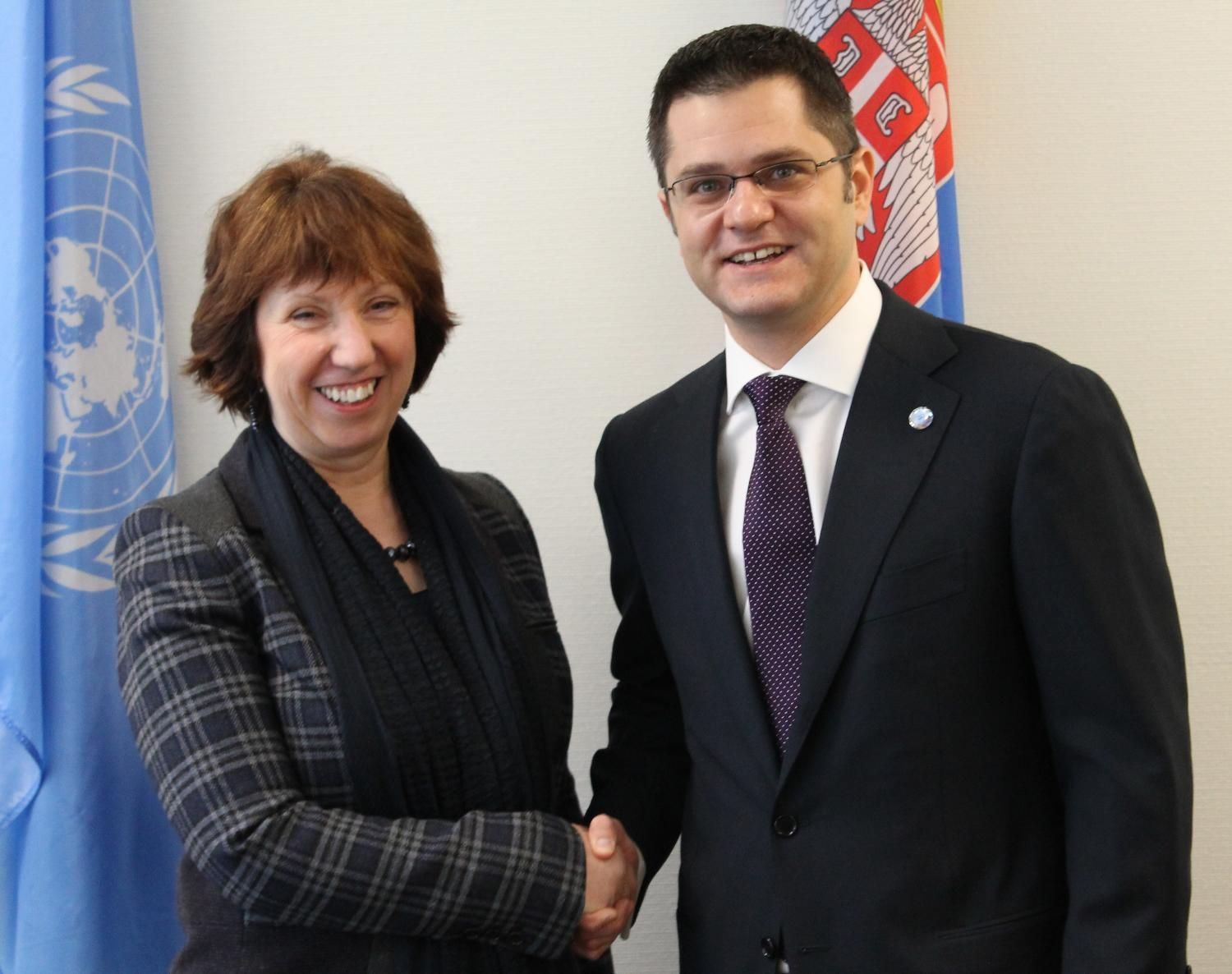
EUのキャサリン・アシュトン上級代表と（2013年2月）

2012年9月に開会される第67回国連総会では、国連加盟国の5つの地域グループのひとつである東欧の出身者が議長を務めることになっていた。イェレミッチはリトアニアのダリウス・チェクオリスに対抗して立候補し、総会における加盟国の投票で99対85の単純多数を得て、議長に選出された。議長の選任にあたって投票が行われたのは、1991年以来初めてのことであった。イェレミッチは国連史上最年少の総会議長となった。受諾演説でイェレミッチは、紛争や不安定に伴う諸問題に取り組むうえで、国際社会が団結する必要性を強調した。
私たちの共同の努力が、人類がその苦痛を静め、その恐怖を拭い去る日に近づく一助になることを、そしてその際、将来の世代を戦争の惨禍から守るという国際連合の人々の切なる願いを推進することを望む。神の意志により、次期総会が平和の総会として歴史に刻まれますように。
イェレミッチの在任中の2012年11月29日には、138対9の賛成多数により、パレスチナに総会のオブザーバー資格が与えられた。2013年4月2日には、総会が通常兵器の国際取引の規制を目的とした武器貿易条約を採択することを促した。同条約は154対3（北朝鮮、シリア、イラン）の賛成多数で採択された。
2013年7月12日には、パキスタンの活動家マララ・ユスフザイの16歳の誕生日を記念して、国連ユース集会を招集した。この集会でユスフザイは、タリバンに襲撃されてから初めて、公の場で発言を行った。イェレミッチの在任中にはまた、4月6日を開発と平和のための国際スポーツの日と宣言する総会決議67/296が全会一致で採択された。この宣言は、イェレミッチと国際オリンピック委員会 (IOC) のジャック・ロゲ会長が主導したものであった。総会の期間中にはロゲとユニセフ親善大使のノヴァク・ジョコヴィッチが特別ゲストとして出席し、それぞれIOCと世界のアスリートを代表して演説を行った。イェレミッチは2013年9月17日に議長を退任し、アンティグア・バーブーダのジョン・ウィリアム・アッシュにその役職を引きついだ。

### 国連事務総長選挙
総会議長の任期満了後の2013年11月、イェレミッチは国際関係および持続可能な開発センター (CIRSD) を設立した。2014年5月には、潘基文国連事務総長が2012年8月に立ちあげた
国連持続可能な開発の解決ネットワーク指導者評議会 (SDSN) に加わった。
2012年の国会議員選でイェレミッチはセルビアの国会議員に選出されていたため、彼は総会議長としての任期中、民主党所属の国会議員を兼務していた。選挙後にタディッチが民主党を離党し、ドラガン・ジラスの陣営に加わると、タディッチ派のひとりであるイェレミッチも、党籍は残しつつ党内のすべての役職から退いた。2013年2月14日にイェレミッチは民主党から除名されたが、彼は党の決定は憲法違反であるとし、セルビア憲法裁判所に訴えを起こした。しかし、イェレミッチの訴えは却下された。彼は裁判所の決定に従って党を離れたが、国会の議席は無所属のまま維持した。
早くも2012年10月には、複数の国連の外交官がイェレミッチについて、次期国連事務総長の潜在的な候補者として言及していた。2013年11月19日には、スペインのミゲル・アンヘル・モラティノス元外相がイェレミッチを次期事務総長の最高の候補者として挙げ、「彼の選出は21世紀にとって大いなるニュースとなるだろう」と述べた。モラティノスはまた、イェレミッチは「現在の国連の構造を変革し、国連が世界で新たな役割を担えるようにするだろう」とも語った。2016年4月12日には、セルビア政府が公式に事務総長候補としてのイェレミッチに対する支持を表明した。4月13日に国連総会のタウンホール会合が開催されると、イェレミッチは本命候補の一人として浮上した。彼は次期事務総長に選出された場合に求める措置を示した53項目からなる綱領を発表したが、そのようなことを行った候補はほかにいなかった。しかし、10月13日に国連総会は、次期総長にポルトガルのアントニオ・グテーレスを任命した。

## 人物
ジャーナリストでセルビア国営放送のニュースアンカーを務めるナタシャ・レキッチと結婚している。2011年から2015年には、イェレミッチはセルビアテニス連盟の会長を務めた。セルビア正教徒であるが、ムスリムの家系を継いでいることも誇りに思うと述べている。